# Librije (Gouda)
De librije van Gouda was een stadsbibliotheek die vanaf eind zestiende eeuw tot 1894 gevestigd was in de Sint-Janskerk in Gouda. Het eerste boekenbezit was afkomstig van de reeds in de kerk aanwezige kerkbibliotheek. Deze kerkbibliotheek veranderde dus van status in een stadsbibliotheek. Het boekenbezit werd begin zeventiende eeuw aangevuld met het bestand uit een klooster en een convict. De geschiedenis van de stadslibrije is goed gedocumenteerd. In 1612 werd een college van librijemeesters ingesteld waarvan het archief tot aan de opheffing daarvan in 1980 voor een groot deel bewaard is gebleven. 

## Achtergrond bij het ontstaan van de librije

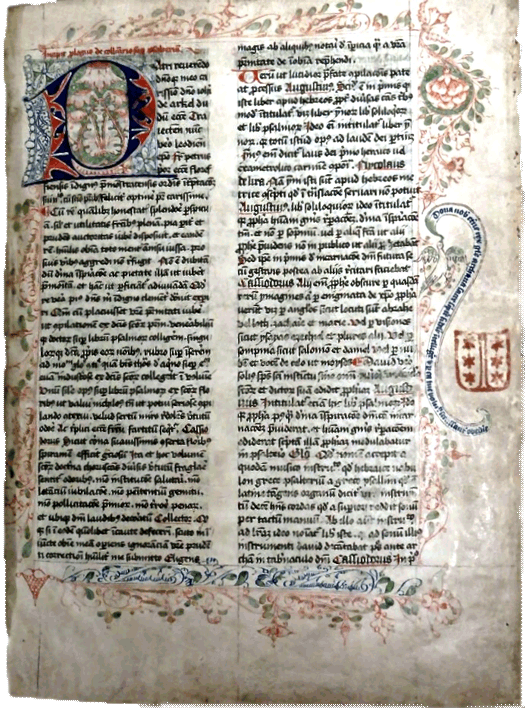
Het Handschrift van de zeven Zusters. Voor meer over dit handschrift, zie

In meerdere steden in de Noordelijke Nederlanden is het ontstaan van een stadslibrije gerelateerd aan de overgang van die betreffende stad naar de Prins van Oranje in de jaren '70 van de zestiende eeuw. In Gouda vond die overgang naar de Prins in juni 1572 plaats. Gouda was ook de eerste van de wat grotere steden in Holland die overging tot de Prins. In de maanden daarna werden katholieke stadsbestuurders gedwongen tot ontslag. Hun plaatsen werden ingenomen door personen van reformatorische gezindte. De katholieke instellingen werden ontmanteld en hun eigendommen geconfisqueerd. De enige parochiekerk in de stad, de Sint-Jan, werd heringericht en geschikt gemaakt voor de uitoefening van de reformatorische dienst. Er was een kerkbibliotheek in de Sint-Jan aanwezig. Het is onduidelijk op welke wijze de onteigening van de boeken van de kerk heeft plaatsgevonden. Wel is duidelijk dat het beheer van die boeken na 1572 in handen was van een oud -pastoor van de kerk. Deze oud-pastoor overleed in 1594 en onmiddellijk daarna werd het boekenbezit van de kerk door het stadsbestuur opgeëist. In 1600 wordt dan de eerste catalogus gemaakt van dat bezit met de naam 'Catalogue librorum qui in bibliotheca domo Johannes' ('Catalogus van boeken die bewaard worden in de Sint-Janskerk') . Het is de oudste catalogus van de stadslibrije. Die catalogus benoemt vrijwel alleen boeken afkomstig uit het bezit van de kerk. Uit die catalogus wordt ook duidelijk dat de boeken toen op formaat gerangschikt werden. Eerst worden de grootste boeken, (folianten), beschreven, dan de middelgrote, (kwarto), en tot slot de kleinste, (octavo). Die catalogus bevatte 235 werken vooral op het gebied van de theologie. Daarvan zijn er nu nog slechts vijf aanwezig in de huidige collectie.  
Ook de kloosters in Gouda hadden collecties boeken. Een aantal van die kloosters was tijdens de gebeurtenissen in 1572 maar ook wel in 1573 door Staatse troepen geplunderd. Het Margarethaconvent behoorde tot de meest welvarende kloosters van Gouda.  Onder aanvoering van de provoost van Lumey, Hans Aultermarck, werd het klooster geplunderd en in brand gestoken. Aultermarck werd door het stadsbestuur opgepakt, ter dood veroordeeld en levend verbrand. Van de kostbare bibliotheek was niets over buiten het 'Handschrift van de zeven zusters' omdat dit op het moment van de plundering was uitgeleend. Dit handschrift uit 1445  maakt deel uit van de huidige collectie van de librije. Veel van het boekenbezit van andere kloosters was naar andere plaatsen in het land verhuisd, kwam nooit meer in Gouda terug of verdween spoorloos. 
Voor de verdere groei van het bezit van de librije in deze periode is alleen  het bezit van de  Collatiebroeders en dat van het  Klooster Emmaüs te Stein relevant. Ook aan het convict van de Collatiebroeders kwam in 1572 een eind. Als de rector Johannes Rixtelius en de procurator Adrianus Lambrechtsz. zich bij Lumey komen beklagen over het wangedrag van diens soldaten, worden zij vermoord. Andere bewoners van het Collatiehuis ontvluchtten daarop de stad en zochten een veilig heenkomen in (nog) katholieke steden als Amsterdam en Utrecht. Hierna dragen nog resterende collatiebroeders de eigendommen over aan de Heilige Geestmeesters onder beding van een alimentatie. De gebouwen werden tot weeshuis ingericht; daarin werden twee broeders (de laatste stierf in 1629) opgenomen. Ook het grootste deel van de bibliotheek komt onder hun beheer. 
Het klooster in Stein werd in 1549 geheel door brand verwoest. Herbouw werd te duur bevonden en de kloosterlingen namen daarom in 1551 hun intrek in het toenmalige Brigittenklooster aan de Raam te Gouda. Dit klooster werd later het Regulierenklooster. Onder leiding van hun net benoemde prior Wouter Jacobsz. Maes vond de verhuizing plaats en werd het nieuwe onderkomen opgeknapt en uitgebreid. Het stadsbestuur kon slechts met grote moeite het boekenbezit van de beide instellingen verkrijgen omdat veel van dat bezit via testamentaire beschikkingen aan bijvoorbeeld aan en van Wouter Jacobsz. Maes formeel eigendom van oud geestelijken van die instellingen was gemaakt. Pas in 1630 was de gehele bibliotheek van de Collatiebroeders ondergebracht. Het laatste deel van het bezit van het klooster in Stein ging pas in 1641 deel uitmaken van de collectie van de librije.

## Beheer van de librije in de zeventiende eeuw

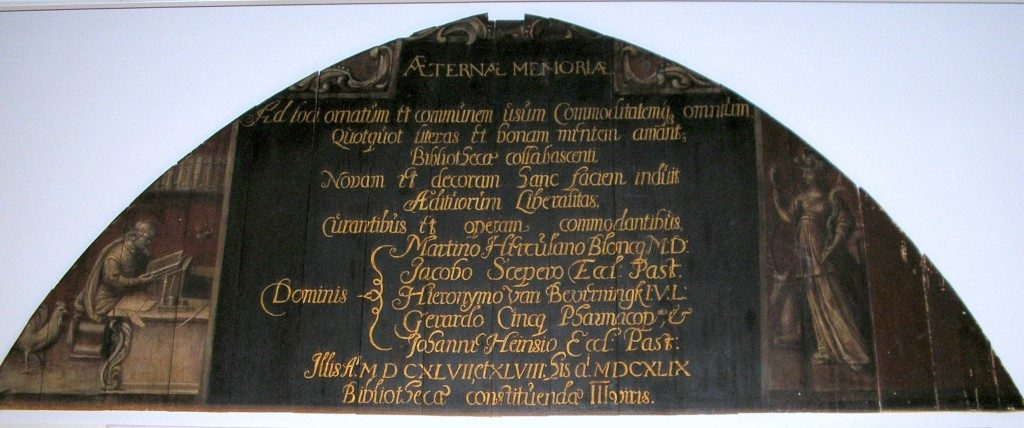
Het bord met de vermelding van de librijemeesters dat Hiëronymus van Beverningh liet maken. Naast zijn naam worden Jacobus Sceperus, de arts Martinus Bloncq, de apotheker Gerard Cincq en de predikant Joannes Heinsius vermeld

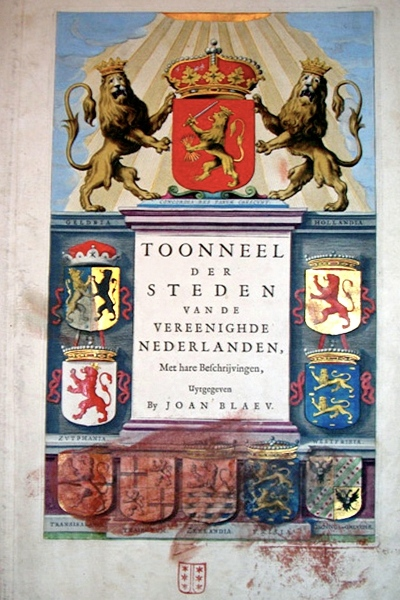
Titelpagina van atlas van Joan Blaeu uit 1649. Voor een een volledige beschrijving van Gouda in deze atlas zie [https://goudaopschrift.nl/index.php/bronnen/handschriften/stadsbeschrijvingen/vermeldingen/atlas-blaeu Gouda op schrift. Atlas Blaeu

Het beheer van de librije was aanvankelijk in handen van kerkmeesters. Dat waren functionarissen die door het stadsbestuur aangesteld werden om kerkelijke goederen en vermogen te beheren. In 1612 worden de eerste librijemeesters aangesteld. Deze hadden aanvankelijk ten opzichte van de kerkmeesters een wat ondergeschikte rol. Het waren vooral opzichters. In 1612 werd ook het eerste reglement opgesteld. Het eerste artikel vermeldt dat men vanaf dat moment voor het bezoek aan de librije een sleutel moest afhalen in de consistoriekamer en daarvoor een register moest tekenen waarin beloofd werd de sleutel niet uit te lenen of na te maken. Het tweede artikel regelt wie er in de librije mocht komen. Het bepaalt  "Dat sij geen vrouwen ofte kinderen inde libri sullen leyden, maar alleenlijk eerbare luijden van de welcke sij weeten dat de libri in geender manieren beschadicht sol worden". Artikel 5 bepaalt dat de sleutel teruggegeven moet worden wanneer de betreffende persoon verhuist of overleden is. Daarbij diende men dan ten behoeve van de verdere uitbreiding een boek te geven met een waarde van ten minste zes gulden. Die verplichting kon ook voldaan worden door de librije een bedrag van zes gulden te geven. In geval van een boek werd de naam van de schenker in dat boek geschreven. Vanaf dat jaar werden dan ook de eerste schenkingen aan de librije gedaan, ook wel zonder vertrek of overlijden. In dat jaar worden ook de grootste boeken, de folianten, aan de ketting gelegd. De kleinere boeken stonden los in een kast.   
Vanaf 1621 kwam het beheer van de librije geheel in handen van een door het stadsbestuur jaarlijks te kiezen college van librijemeesters. Dat college bestond meestal uit een predikant, een lid van de vroedschap en een medicus of rector van de Latijnse school. Die samenstelling had als achtergrond dat men hiermee wilde bereiken dat het bezit van de librije uit meerdere wetenschapsgebieden zou worden opgebouwd. De ambitie was ook om naast de theologische werken een - voor die tijd - moderne wetenschappelijke bibliotheek in te richten. Er werden ook wetenschappelijke instrumenten aangeschaft zoals drie astrolabia, kwadranten en globes van Joan Blaeu. Die ambitie blijkt ook uit het aankoopbeleid in zeventiende eeuw. Het vrijwel volledige werk van Athanasius Kircher werd aangekocht.  Al in 1614 werd een compleet achtdelig exemplaar van de Biblia regia gedrukt door  Christoffel  Plantijn gekocht. In 1673 weet men de tweede geannoteerde versie van 'De humani corporis fabrica libri septem' ('Zeven boeken over de bouw van het menselijk lichaam') uit 1555 van Andreas Vesalius te kopen. 
In 1646 vindt de nieuwe librijemeester Hiëronymus van Beverningh dat de librije toe is aan een verbouwing. De vloer, de kozijnen en plafond worden vernieuwd en verfraaid met houtsnijwerk. Ook breidt men het aantal zitplaatsen in de librije uit. Van Beverningh laat ook een bord maken met de namen van de librijemeesters. Hij is de persoon die in zijn periode voor een aanzienlijke uitbreiding van rechtskundige werken en juridische literatuur voor de  librije zorg draagt. In 1662 verdwijnen de lessenaars uit de librije. Deze ‘pulpiten’ waren boekenkasten met twee boekenplanken waaraan een leesplateau was gemaakt. Daarna ging men over op gewone boekenkasten die tegen de muur geplaatst werden. De folianten werden ontketend en ook in een kast geplaatst.  
Een groot probleem bleef echter het ondanks de strenge regels misbruik van het sleutelrecht. Librijemeesters maakten zich daar ook wel aan schuldig. In tijden dat de financiele mogelijkheden gering waren, kon bijvoorbeeld een timmerman het sleutelrecht krijgen in ruil voor werkzaamheden in de librije . Ook een notaris verkreeg dat recht voor enkele door hem te verrichten werkzaamheden. Sleutels  bleven illegaal nagemaakt worden of vielen na verhuizing of overlijden in verkeerde handen. Meerdere malen werden alle bestaande sleutels terug genomen, nieuwe sloten en sleutels gemaakt. Vanaf 1655 werden alle boeken voorzien van een stempel.  Het heeft allemaal niet kunnen voorkomen dat er nogal wat  bezit uit de librije spoorloos is verdwenen.

## Catalogi
Er werden in de eerste helft van de zeventiende eeuw meerdere catalogi gemaakt. De meeste daarvan zijn slechts gedeeltelijk bewaard gebleven. De catalogus van 1645 geeft echter de situatie weer na ontvangst van het laatste resterende deel van de collectie van het klooster in Stein en na verkoop van dubbel aanwezige boeken of boeken waar men geen behoefte aan had. Het aantal boeken komt dan uit op ruim 560 boeken. Tot 1668 nam het boekenbestand ook verder toe. De eerste gedrukte catalogus is van 1719. De laatste van 1874 met een supplementdeel van 1910. Daarnaast was er sprake van een in 1664 gemaakte plankcatalogus. Dit waren 26 eikenhouten plankjes beplakt met papier waarop de titels van de boeken waren vermeld. Die werden op plankhoogte aan de zijkant van een boekenkast opgehangen. Dat was een uniek verder onbekend systeem, in Nederland alleen te vergelijken met de pas in 2019 ontdekte kastcatalogi van de librije van Enkhuizen.

## Jacobus Sceperus
In 1668 werd de predikant Jacobus Sceperus voor de tweede maal weer librijemeester. Tijdens zijn eerste periode had hij ervoor gezorgd dat de Atlas Maior van Willem Blaeu in de complete vorm van negen delen door de librije kon worden aangeschaft. In zijn tweede periode was hij echter de drijvende kracht achter een  zuivering van het boekenbestand met grote gevolgen. Hij liet in drie veilingen ruim 300 werken verkopen die volgens hem niet recht in de gereformeerde leer waren en dus niet 'dienstig'. Door deze actie verdwenen kostbare incunabelen uit de collectie  maar ook boeken van vrijzinnig–protestantse signatuur.  Van de laatste veiling in 1669 is de boekenlijst bewaard gebleven. Naast opnieuw incunabelen, ook zogenaamde postincunabelen, een Hieronymus -Bijbel, een Biblia Latina, werken van Jacobus de Voragine, Thomas van Aquino, Albertus Magnus , Scotus, Petrarca en andere auteurs. Ook de werken van een remonstrants theoloog  als Conrad Vorstius werden verkocht. 

## Achttiende eeuw

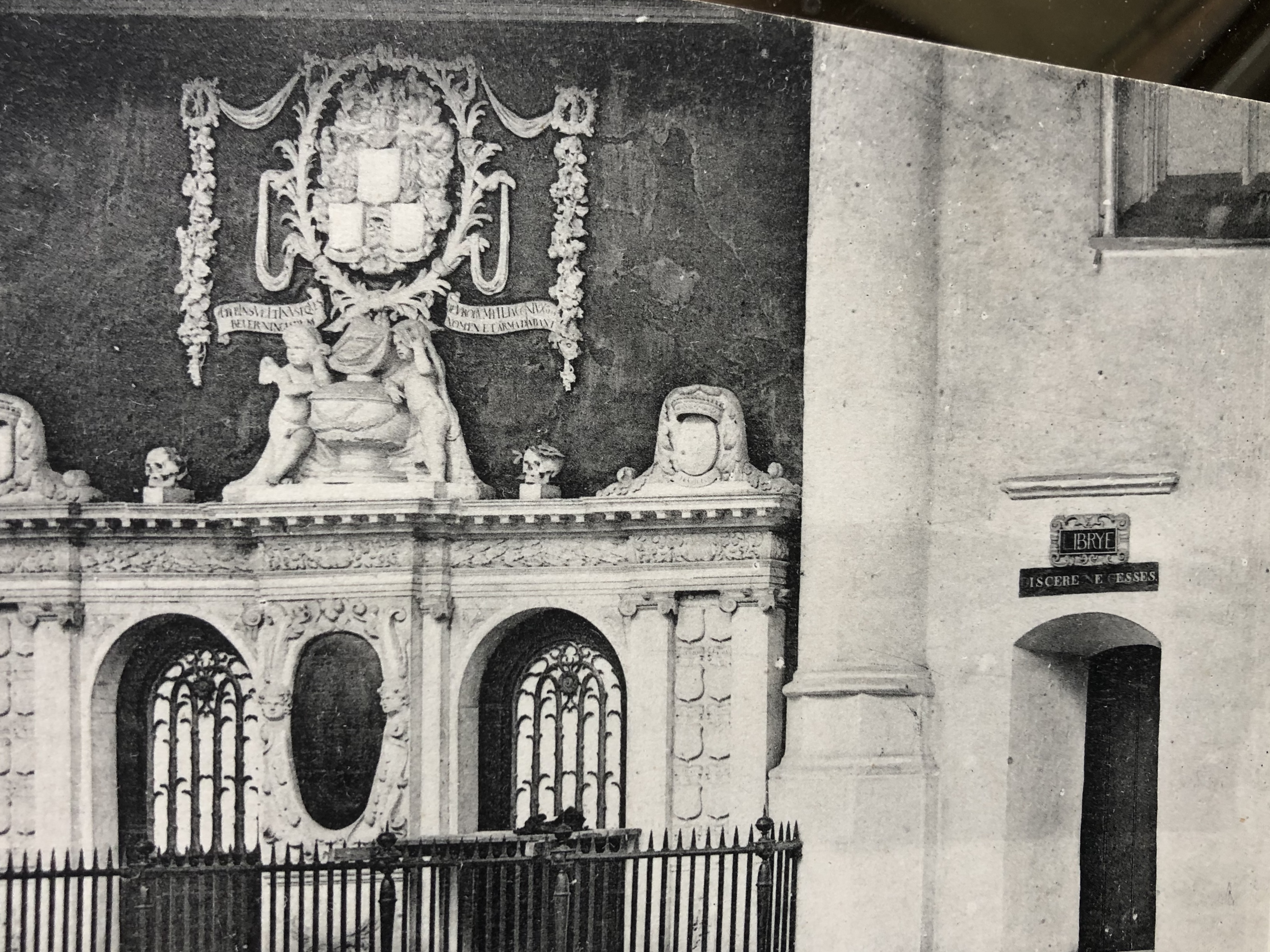
De toegang tot de librije was via de deur rechts van de Van Beverninghkapel. Het bord boven de deur vermeldt 'Discere ne cesse' (blijf leren)

In 1727 schenkt Arnoldus Henricus Westerhovius, de rector van de Latijnse school in Gouda 'De vita, et rebus gestis Mohammedis'  van Jean Gagnier in zowel het Arabisch als in de Latijnse vertaling aan de librije. Het was de eerste  biografie van de profeet Mohammed van een Europees auteur die hiervoor alleen de Arabische bronnen als basis neemt. Westerhovius was toen in zijn eerste periode ( 1724-1729) als librijemeester. Er zou een tweede periode van 1731 tot 1734 volgen. Binnen dat college had Westerhovius een dominerende rol. Door het stadsbestuur werd hij als een lastpak beschreven. Voor de librije had hij echter een aantal verdiensten. Er kwam een totale controle van het gehele boekenbestand omdat de volgorde van de boeken door elkaar was geraakt. Hij wist voor de librije een kostbaar incunabel uit 1495 aan te kopen. De 'Sermones de tempore et de sanctis' van  Nicolai de Blony. Het was ooit in bezit geweest van de Collatiebroeders. Deze incunabel behoort ook tot het huidige bezit. In 1739 werd het aantal boeken op het gebied van de medische wetenschap aanzienlijk uitgebreid door aankopen op de veiling van de bibliotheek van Herman Boerhaave. 
In 1749 hadden de kerkmeesters besloten om voor het openstellen van de kerk ( het bezichtigen van de glazen) een toegangsprijs van drie stuivers te heffen. In 1788 stellen de librijemeesters aan de kerkmeesters voor hiervan vier stuivers te maken en een stuiver ten goede te laten komen aan de librije. De kerkmeesters stemden in met de voorwaarde dat eerst de koster 8 % van dit bedrag zou ontvangen. Dit recognitiegeld was een aardige aanvullende en regelmatige bron van inkomsten naast de subsidies van het stadsbestuur. 
De achttiende eeuw was de periode van de Verlichting. Overal in Europa ontstonden wetenschappelijke genootschappen die publicaties uitbrachten. Het aankoopbeleid van de librije werd in de tweede helft van deze eeuw gedomineerd  door het verwerven van de acta en wetenschappelijke tijdschriften van die genootschappen, zoals bijvoorbeeld de Philosophical Transactions van de Royal Society en soortgelijke uitgaven van de Académie royale des sciences, Teylers Genootschap, Hollandsche Maatschappij der Wetenschappen. Ook de Dictionaire historique et critique van Pierre Bayle werd gekocht. In 1780 ontving men van de Goudse burgemeester Adriaan Prins een aantal delen van de Encyclopédie van Denis Diderot en Jean le Rond d'Alembert. De librijemeesters besloten alle overige van de in totaal 28 delen aan te schaffen.

## Negentiende eeuw
De librije heeft door de slechte economische situatie van de Franse tijd en daarna een gezapig bestaan. Ook de interesse van de gegoede burgerij om zich voor de librije in te zetten is ernstig verminderd. Er zijn perioden dat er nauwelijks doorstroming is in het college van librijemeesters. Tussen 1818 en 1830 vindt geen enkele benoeming plaats. Na 1814 ontving de librije ook geen recognitiegelden meer uit het bezoeken van de kerk. In 1840 wordt echter een nieuw college van librijemeesters benoemd en wordt het aantal leden uitgebreid naar vier. Er komt weer iets van gemeentelijke subsidie en een uit een deel van de vroegere recognitiegelden bestaand potje komt wat kapitaal om weer tot aankopen over te gaan. Er wordt onder meer de vijf delen van het '"Nederlandsche vogelen"' van Cornelius Nozeman en Christiaan Sepp  aangekocht.  Het is het eerste oorspronkelijk Nederlandse vogelboek en een van de duurste, omvangrijkste en langstlopende werken uit de geschiedenis van de Nederlandse boekdrukkunst. 
Het is vooral de in 1843 benoemde A.K. Kemper die voor de librije een actief aankoopbeleid voerde. Hij begon vooral incunabelen te verzamelen. De meeste incunabelen in het huidige bezit van de librije zijn afkomstig uit dat aankoopbeleid in de negentiende eeuw. In het bijzonder trachtte hij daarbij werken van de drukker Gheraert Leeu uit zijn Goudse periode  te verkrijgen. Kemper was de grondlegger van een verzameling "Goudana" ( drukwerk over Gouda) en dat van de collectie "Erasmiana". Kemper was een vermogend man die  veel tijd aan de librije kon  besteden. Hij had ook een nogal vrijmoedig optreden. Na ruim twintig jaar librijemeester te zijn geweest werd hij in 1867  niet door het stadsbestuur herbenoemd. 
Zijn opvolger is de notaris J. Fortuyn Drooglever. Ook hij zou in een conflict met het stadsbestuur geraken. Er diende een nieuwe catalogus gemaakt te worden. De voorkeur van de librijemeesters lag bij een voorstel daartoe van  Martinus Nijhoff. Binnen de gemeenteraad is er echter een voorkeur voor andere personen voor deze opdracht. Als het college van librijemeesters volhardt in het verlenen van de opdracht aan Nijhoff, keurt de raad de begroting van de gemeente niet goed, omdat het verlenen van de opdracht aan Nijhoff tot een overschrijding van de begroting zou hebben geleid. Deze voorstelling van zaken was volstrekt onjuist en Fortuyn Drooglever wist dat in een brief aan de raad volstrekt duidelijk te maken. Bij de eerstvolgende procedure in 1874 voor al of niet herbenoeming werd hij niet in het college van librijemeesters herbenoemd. Het college wordt ook het beheer over hun financiën ontnomen. Pas in 1877 kreeg het college van librijemeesters na een eerdere afwijzing door de gemeenteraad in 1876 dat beheer weer terug. 

## Twintigste eeuw
Achtereenvolgende colleges van librijmeesters hadden bij het stadsbestuur al decennia geklaagd over het ruimtegebrek van de librije. Dat feit wordt uiteindelijk omstreeks 1885 door het stadsbestuur erkend. Het leidt er uiteindelijk toe dat de librije alsmede het stadsarchief in 1894 gehuisvest worden in de Gasthuiskapel. 
In de twintigste eeuw is nauwelijks nog sprake van de librije als een kenniscentrum of als leesbibliotheek. Sinds 1929 had Gouda ook een openbare bibliotheek. In 1973 werd de librije opnieuw met het stadsarchief ondergebracht in  het gedeelte van het voormalige Weeshuis aan de Groeneweg en vanaf 1996 in een nabijgelegen school. In 1980 werd de librije formeel een collectie binnen de archiefdienst. Het college van librijemeesters werd opgeheven. Vanaf 2014 zijn librije en de archiefdienst gehuisvest in de voormalige Chocoladefabriek. De librije werd in 1988 even landelijks nieuws toen het Goudse college van B en W  wenste te onderzoeken of gezien de slechte financiële situatie van de stad een deel van de collectie verkocht kon worden. Uiteindelijk werd de librije van de lijst van te heroverwegen zaken gehaald. 
De collectie van de librije maakt nu deel uit van het Streekarchief Midden Holland. Sinds 1982 bestaat de Stichting Vrienden van Archief en Librije. De belangrijkste doelstelling van de stichting is om het archief en de librije in materiële en immateriële zin behulpzaam te zijn en de banden met het publiek te verstevigen.  